# Talki (województwo warmińsko-mazurskie)
Talki (niem. Talken) – wieś w Polsce położona w województwie warmińsko-mazurskim, w powiecie giżyckim, w gminie Wydminy. Do 1954 roku siedziba gminy Talki. W latach 1975–1998 miejscowość administracyjnie należała do województwa suwalskiego.
We wsi znajdują się cztery jeziora Pamerek, Osiołek , Talki Małe, Talki Wielkie. 

## Historia
Wieś założona w 1539 r. W 1939 r. we wsi mieszkało 228 osób. W latach 60. XX w. wyjechali ostatni Mazurzy do Niemiec. Pod koniec XX w. wybudowane zostało pole golfowe oraz stoki narciarskie (przy okazji podwyższono wzgórze).
Dawniej z Talkami był administracyjnie złączony majątek ziemski Rostki. 
W miejscowości znajduje się Filia Szkoły Podstawowej w Wydminach, Filia Gminnej Biblioteki Publicznej w Wydminach oraz kaplica filialna pw. Matki Bożej Częstochowskiej parafii pw. Matki Bożej Gietrzwałdzkiej w Zelkach. 

## Zabytki i atrakcje turystyczne
- Zabytkowy cmentarz, ukryty na wzgórzu, wśród zarośli.
- Niedaleko Talek, w jednym z lasów otaczających miejscowość, znajdują się dwa pomniki przyrody. Pierwszym jest okazały głaz narzutowy, szaro różowy granit o obwodzie 13 metrów, który w okresie zlodowaceń dotarł tu ze Skandynawii. Drugim pomnikiem przyrody jest kompleks dębów.
- W odległości 1 km od Talek w miejscowości Okrągłe znajduje się wyciąg narciarski oraz mini-zoo.